# 上海中医薬大学
上海中医薬大学（シャンハイちゅういやくだいがく、Shanghai University of Traditional Chinese Medicine）は、中華人民共和国上海市にある医療系の大学。中華人民共和国成立後初めて設立された中医高等学院4か所の一つ。
1956年に創立された上海中医学院がルーツで、約52年の歴史がある。1985年には、中医学の特色を発展させるため、上海市中医薬研究院を学内に設置し、1993年に現校名に改める。
学校は附属の研究院が7か所、学部が4学部、附属病院5か所、研究所12か所、研究センター8か所、出版社1か所などが設置されていて、学内にある中医外科学、中医基礎理論、中医生物工程研究室、中医肝臓病研究室は国家重点学科または重点研究室に指定されている。

## 学部
- 基礎医学院
- 中薬学院
- 鍼灸推拿学院
- 看護学院
- 公共健康学院
- リハビリテーション医学院

## 附属病院
- 上海中医薬大学付属龍華医院
- 上海中医薬大学付属曙光医院
- 上海中医薬大学付属岳陽中西医結合医院

## 上海中医学大学附属日本校
1990年大阪市西区に、附属日本関西校を開校。2008年6月に「上海中医薬大学附属日本校」に改称。東京では、2001年2月に附属漢方クリニックを開院、2010年1月に東京事務局の所在地を東京都千代田区に移転。中医学の教育拠点を2都市で行っている機関である。

## 付属施設
- 図書館
- 博物館 上海中医薬博物館
- 植物園
- 運動場
- 体育館

## 対外関係

### 日本における協定校
- 関西医療大学
- 川崎医療福祉大学
- 新潟リハビリテーション大学
- 中村学園大学
- 第一薬科大学
- 滋慶学園グループ